# Huisheim
Huisheim település Németországban, azon belül Bajorországban. Lakosainak száma 1667 fő (2023. december 31.).

## Népesség
A település népessége az elmúlt években az alábbi módon változott:
| Lakosok száma | 631  | 787  | 783  | 1448 | 1575 | 1566 | 1578 | 1604 | 1662 | 1667 |
|               | 1875 | 1950 | 1975 | 1987 | 2012 | 2014 | 2016 | 2017 | 2021 | 2023 |